# Vella Lavella
Vella Lavella és una illa de Salomó, situades a l'oceà Pacífic que pertany a la província Occidental. L'illa forma part del grup de les Illes Nova Geòrgia sent la més occidental d'aquest grup. A prop d'aquesta es troba la petita illa de Mbava. Té una extensió de 640 km² i el seu punt més alt té una altitud de 793 metres.
Aquesta està situada al sud de l'Estret de Nova Geòrgia. A l'est de l'illa es troba el Golf de Vella i les illes de Kolombangara i de Gizo, de la qual està separada per mitjà de l'estret de Gizo. Al sud se situa l'illa de Ranongga i el Mar de Salomó. A l'oest només té l'oceà.
Les aigües que envolten l'illa van servir durant la Segona Guerra Mundial com a escenari per a la batalla naval de Vella Lavella. L'illa va servir de base als VMA-214, liderats per Gregory "Pappy" Boyington.